# Thysanura
Thysanura of Thysanoura is de naam van een taxon dat inmiddels als 'historisch' gekenschetst kan worden, hoewel het in veel min of meer actuele literatuur nog te vinden is. In de meest recente indelingen zou het taxon Thysanura wellicht nog een plaats kunnen krijgen als een superorde binnen de insecten, die dan de ordes Microcoryphia en Zygentoma omvat, maar in feite zou daarvoor de naam Triplura gebruikt moeten worden en bovendien wordt die tussenstap doorgaans helemaal overgeslagen en zijn beide ordes direct onder de Insecta te vinden.
In de loop der eeuwen is de betekenis van de naam, ofwel de inhoud van het taxon "Thysanura", aan veel veranderingen onderhevig geweest, dit artikel behandelt die historie. Voor informatie over de dieren die (ooit) tot de Thysanura gerekend werden (of in de zin van de superorde nog worden) is het artikel franjestaarten een goed uitgangspunt, of kunnen de diverse links in dit artikel gevolgd worden.

## Thysanoura, Latreille
Pierre André Latreille introduceerde de naam als "Thysanoures" in 1796 in zijn "Présis des caractères génériques des insectes", later in 1802 kwam hij met de 'latijnsere' versie "Thysanoura". Hij vatte de hele groep primair vleugelloze "insecten" hierin samen; De "oerinsecten" dus, die nooit vleugels gehad hebben, dit in tegenstelling tot enkele moderne vleugelloze insecten die oorspronkelijk aanwezige vleugels in de loop van hun ontwikkeling weer kwijt zijn geraakt (maar waar deze nog rudimentair aanwezig zijn). De groep die Latreille met Thysanoura aanduidde, is later (vanaf 1888) lange tijd vooral als Apterygota bekend geweest en omvatte de huidige Entognatha (met Collembola (springstaarten), Diplura (dubbelstaarten) en in de twintigste eeuw ook Protura), alsmede de franjestaarten. Die laatste worden tegenwoordig door sommigen in een taxon Triplura geplaatst, terwijl sommige cladisten twijfels hebben of de groep wel monofyletisch is en de Zygentoma (zilvervisjes) en Microcoryphia (rotsspringers) liever afzonderlijk naast elkaar zien.

## Thysanura sensu Leach
In 1815 droeg William Elford Leach teksten over entomologie bij aan Brewsters "Edinburgh Encyclopedia" waarin hij dezelfde groep de nog een tikje verder verlatijnste naam "Thysanura" meegaf. Leach bedoelde er ook goeddeels dezelfde groep mee als Latreille en de naam is daarna met zijn schrijfwijze de rest van haar veranderlijke leven ingegaan.
Om de Thysanoura (c.q. de Thysanura sensu Leach) in perspectief te kunnen plaatsen, moet men zich realiseren dat destijds, dankzij Linnaeus, met de klasse "Insecta" zo ongeveer de gehele groep van alle (bekende) geleedpotigen werd bedoeld. Binnen die groep werden dan de orde "Aptera" (vleugellozen) onderscheiden, waartoe behalve de Thysanura in de toenmalige betekenis ook allerlei dieren zoals spinnen, pissebedden en duizendpootachtigen behoorden.

## Thysanura sensu Lubbock
In 1873, dus nog voordat Arnold Lang in 1888 de naam "Apterygota" invoerde voor de groep die door Leach "Thysanura" genoemd was, gooide John Lubbock in zijn "Monograph of the Collembola and Thysanura" de springstaarten uit de Thysanura en geeft ze de eigen orde Collembola. De orde Thysanura van Lubbock bevat dan, weliswaar onder andere namen, de huidige Diplura en Triplura (zie opmerking hierover verder boven) en zou ook wel de Protura omvat hebben indien ze al bekend waren geweest.
In 1883 zou de Amerikaan Alpheus Spring Packard voor deze versie van de orde "Thysanura" de naam Cinura invoeren (in "The systematic position of the Orthoptera in relation to other orders of insects"), maar de naam Thysanura zou ook in de betekenis van Lubbock nog door diverse auteurs tot in de twintigste eeuw gebruikt worden. Opvallend is dat Packard in zijn verdere publicaties de naam Thysanura wel blijft gebruiken, maar als een groep onder de Cinura, waarbij hij dan de Campodea eruit heeft gehaald. In feite dus een Thysanura sensu Packard, wat echter maar weinig navolging heeft gekregen.

## Thysanura sensu Börner 1904
Nadat de groep die tegenwoordig als dubbelstaarten (Diplura) bekendstaat meer uitgekristalliseerd is (lange tijd worden bijvoorbeeld Campodeidae en Japygidae niet met elkaar in verband gebracht), brengt Carl Börner in 1904, middels een bijdrage aan de "Zoologischer Anzeiger", ook deze hele groep Diplura buiten de Thysanura, maar behoudt de naam voor de overgebleven groep die dan alleen nog de rotsspringer- en zilvervisjesachtigen bevat (en wel in de nieuwe onderordes Archaeognatha en Zygentoma).
Börners Archaeognatha voor de rotsspringerachtigen is overigens lange tijd zeer veelvuldig gebruikt, maar Verhoeff was Börner destijds in 1904 net elf dagen voor met zijn introductie van de naam Microcoryphia voor dezelfde groep, waardoor deze volgens de moderne naamgevingsregels van het ICZN nu de geldige naam is.
H.E. Ewing zou (pas) in 1942 met de veel beter passende naam "Triplura" voor deze combinatie op de proppen komen, maar voor die tijd zou ook Börner zelf nog flink heen en weer schuiven met de inhoud van het 'taxon'.

## Thysanura sensu Börner 1910 en 1920
In hoeverre Börner helemaal zelf de volgende indelingsvarianten verzonnen heeft, of dat hij daarin anderen volgde is hier niet helemaal uitgeplozen, maar in elk geval is het illustratief voor de verwarrende en telkens veranderlijke inhoud van het 'taxon' Thysanura dat hij zelf al in 1910 de naam Thysanura als overkoepelende naam voor rotsspringers en zilvervisjes heeft laten vallen en de rotsspringerachtigen (nog steeds) Archaeognatha noemt (zij het als een orde in plaats van een onderorde), terwijl hij de naam Thysanura dan nog wel gebruikt, maar nu voor de orde der zilvervisjesachtigen (waar hij zelf in 1904, nog als onderorde, al "Zygentoma" voor had verzonnen).
In 1920 is vervolgens het roer nogmaals helemaal om en heten de zilvervisjes weer Zygentoma, maar zijn de rotsspringers opeens van Archaeognatha omgedoopt in Thysanura.

## Tot slot
Na al die vele versies van het 'taxon' Thysanura is het geen wonder dat de naam in de rest van de twintigste eeuw door diverse auteurs telkens weer met een van die vele, verschillende voorgaande betekenissen wordt ingezet (en aldus weer door anderen wordt overgenomen). Met name de betekenissen in de zin van Triplura (alle "franjestaarten"), maar ook in de zin van alléén Zygentoma (zilvervisjes) zijn erg wijdverbreid.
Hoewel de naam in de modernste taxonomische overzichten geen plaats meer heeft, is deze in veel (iets oudere) literatuur dus nog wel prominent aanwezig - zij het zo nu en dan met verschillende betekenissen.